# Paardensport op de Olympische Zomerspelen 1920
Paardensport is een van de sporten die beoefend werden tijdens de Olympische Zomerspelen 1920 in Antwerpen.

## Dressuur

### Individueel
| rang   | sporter           | paard          | land | score   |
| ------ | ----------------- | -------------- | ---- | ------- |
| Goud   | Janne Lundblad    | Uno            | SWE  | 27.9375 |
| Zilver | Bertil Sandström  | Sabel          | SWE  | 26.3125 |
| Brons  | Hans von Rosen    | Running Sister | SWE  | 25.1250 |
| 4      | Wilhelm von Essen | Nomeg          | SWE  | 24.8750 |
| 5      | Hédoin de Maille  | Chéri Biribi   | FRA  | 23.9375 |
| 6      | Michel Artola     | Plumard        | FRA  | 23.4375 |
| 7      | Gaston de Trannoy | Bouton d'Or    | BEL  | 23.1250 |
| 8      | Jens Falkenberg   | Hjördis        | NOR  | 22.3750 |

## Eventing

### Individueel
| rang   | sporter                 | paard      | land | score   |
| ------ | ----------------------- | ---------- | ---- | ------- |
| Goud   | Helmer Mörner           | Germania   | SWE  | 1775.00 |
| Zilver | Åge Lundström           | Ysra       | SWE  | 1738.75 |
| Brons  | Ettore Caffaratti       | Caniche    | ITA  | 1733.75 |
| 4      | Roger Moeremans d'Emaüs | Sweet Girl | BEL  | 1652.50 |
| 5      | Garibaldi Spighi        | Otello     | ITA  | 1647.50 |
| 6      | Harry Chamberlin        | Nigra      | USA  | 1568.75 |
| 7      | William West            | Black Boy  | USA  | 1558.75 |
| 8      | Georg von Braun         | Diana      | SWE  | 1543.75 |

### Team
| rang   | sporter                                                                 | paard                               | land | score                           | totaal  |
| ------ | ----------------------------------------------------------------------- | ----------------------------------- | ---- | ------------------------------- | ------- |
| Goud   | Helmer Mörner Åge Lundström Georg von Braun Gustaf Dyrsch               | Germania Ysra Diana Salamis         | SWE  | 1775.00 1738.75 1543.75 DNF     | 5057.50 |
| Zilver | Ettore Caffaratti Garibaldi Spighi Giulio Cacciandra Carlo Asinari      | Caniche Otello Facetto Savari       | ITA  | 1733.75 1647.50 1353.75 1245.00 | 4735.00 |
| Brons  | Roger Moeremans d'Emaüs Oswald Lints Jules Bonvalet Jacques Misonne     | Sweet Girl Martha Weppelghem Gaucho | BEL  | 1652.50 1515.00 1392.50 1282.50 | 4560.00 |
| 4      | Harry Chamberlin William West John Burke Barry Sloan Doak               | Nigra Black Boy Raven Deceive       | USA  | 1568.75 1558.75 1350.00 DNF     | 4477.50 |
| —      | Knut Gysler Eugen Johansen Bjørn Bjørnseth                              | Emden Nökken Lydia                  | NOR  | 1537.50 1428.75 DNF             | DNF     |
| —      | Edouard Saint-Poulof Camille de Sartiges Jules de Vregille André Vidart | Josette Jehova Grand Manitou Maxime | FRA  | 1387.50 1352.50 DNF DNF         | DNF     |

## Springconcours

### Individueel
| rang   | sporter                         | paard      | land | score |
| ------ | ------------------------------- | ---------- | ---- | ----- |
| Goud   | Tommaso Lequio di Assaba        | Trebecco   | ITA  | 2.00  |
| Zilver | Alessandro Valerio              | Cento      | ITA  | 3.00  |
| Brons  | Carl Gustaf Lewenhaupt          | Mon Coeur  | SWE  | 4.00  |
| 4      | Paul Michelet                   | Raven      | NOR  | 5.00  |
| 5      | Ferdinand de la Serna           | Arsinoe    | BEL  | 6.00  |
| 5      | Lars von Stockenström           | Reward     | SWE  | 6.00  |
| 7      | Henry Allen                     | Don        | USA  | 7.00  |
| 7      | Santorre de Rossi di Santa Rosa | Neruccio   | ITA  | 7.00  |
| 7      | Roger Moeremans d'Emaüs         | Sweet Girl | BEL  | 7.00  |

### Team
| rang   | sporter                                                                    | paard                                       | land | score                  | totaal |
| ------ | -------------------------------------------------------------------------- | ------------------------------------------- | ---- | ---------------------- | ------ |
| Goud   | Claës König Hans von Rosen Daniel Norling Frank Martin                     | Tresor Poor Boy Eros II Kohort              | SWE  | 2.00 6.00 10.00        | 14.00  |
| Zilver | Henri Laame André Coumans Herman de Gaiffier d'Hestroy Herman d'Oultromont | Biscuit Lisette Miss Lord Kitchener         | BEL  | 2.75 5.25 8.25 30.00   | 16.25  |
| Brons  | Ettore Caffaratti Alessandro Alvisi Giulio Cacciandra Carlo Asinari        | Tradittore Raggio di Sole Fortunello Varone | ITA  | 1.50 6.25 11.00 33.00  | 18.75  |
| 4      | Auguste de Laissardière Henri Horment Théophile Carbon Pierre Le Moyne     | Othello Dignité Incas Flirt                 | FRA  | 7.50 13.25 14.00 14.00 | 34.75  |
| 5      | Harry Chamberlin Karl Greenwald Vincent Erwin Sloan Doak                   | Nigra Moses Joffre Rabbit Red               | USA  | 9.00 12.00 21.00 DNF   | 42.00  |

## Voltige

### Individueel
| rang   | sporter               | paard | land | score  |
| ------ | --------------------- | ----- | ---- | ------ |
| Goud   | Daniel Bouckaert      | ???   | BEL  | 30.500 |
| Zilver | Field                 | ???   | FRA  | 29.500 |
| Brons  | Louis Finet           | ???   | BEL  | 29.000 |
| 4      | Maurice Van Ranst     | ???   | BEL  | 28.000 |
| 5      | Van Schaubroeck       | ???   | BEL  | 27.250 |
| 6      | Albert Van Cauwenberg | ???   | BEL  | 26.666 |
| 7      | Salins                | ???   | FRA  | 26.333 |
| 8      | Victor Claes          | ???   | BEL  | 26.163 |

### Team
| rang   | sporter                                        | paard   | land | score                | totaal |
| ------ | ---------------------------------------------- | ------- | ---- | -------------------- | ------ |
| Goud   | Daniel Bouckaert Louis Finet Maurice Van Ranst | ??? ??? | BEL  | 30.500 29.000 28.000 | 87.500 |
| Zilver | Field Salins Cauchy                            | ??? ??? | FRA  | 29.500 26.333 25.250 | 81.083 |
| Brons  | Carl Green Anders Mårtensson Oskar Nilsson     | ??? ??? | SWE  | 20.500 20.250 18.666 | 59.416 |

## Medaillespiegel
| rang   | land      | goud | zilver | brons | totaal |
| ------ | --------- | ---- | ------ | ----- | ------ |
| 1      | Zweden    | 4    | 2      | 3     | 9      |
| 2      | België    | 2    | 1      | 2     | 5      |
| 3      | Italië    | 1    | 2      | 2     | 5      |
| 4      | Frankrijk | 0    | 2      | 0     | 2      |
| totaal | totaal    | 7    | 7      | 7     | 21     |

Parijs 1900 · 
Stockholm 1912 · 
Antwerpen 1920 · 
Parijs 1924 · 
Amsterdam 1928 · 
Los Angeles 1932 · 
Berlijn 1936 · 
Londen 1948 · 
Helsinki 1952 · 
Melbourne 1956 · 
Rome 1960 · 
Tokio 1964 · 
Mexico-stad 1968 · 
München 1972 · 
Montréal 1976 · 
Moskou 1980 · 
Los Angeles 1984 · 
Seoel 1988 · 
Barcelona 1992 · 
Atlanta 1996 · 
Sydney 2000 · 
Athene 2004 · 
Peking 2008 · 
Londen 2012 · 
Rio de Janeiro 2016 · 
Tokio 2020 · 
Parijs 2024 · 
Los Angeles 2028
Medaillewinnaars
Atletiek · Boksen · Boogschieten · Gewichtheffen · Hockey · Kunstrijden · Kunstwedstrijden · Moderne vijfkamp · Paardensport · Polo · Roeien · Rugby · Schermen · Schietsport · Schoonspringen · Tennis · Touwtrekken · Turnen · Voetbal · Waterpolo · Wielersport · Worstelen · IJshockey · Zeilen · Zwemmen